# Peter Syring
Peter Syring (* 6. Mai 1956 in Halle (Saale)) ist ein ehemaliger deutscher Ringer. Er war zweifacher Medaillengewinner bei den Europameisterschaften im freien Stil im Mittelgewicht.

## Werdegang
Peter Syring begann in seiner Heimatstadt Halle (Saale) als Jugendlicher mit dem Ringen. Beim SC Chemie Halle wurde er zu einem hervorragenden Freistilringer ausgebildet. Mit 20 Jahren wurde er 1976 DDR-Vizemeister im Weltergewicht und gewann 1979 seinen ersten DDR-Meistertitel im Mittelgewicht.
1977 wurde er erstmals bei einer internationalen Meisterschaft, der Europameisterschaft im türkischen Bursa eingesetzt. Er startete dort im Weltergewicht und kam auf einen guten 5. Platz. Den 5. Platz belegte er auch bei der Europameisterschaft 1980 in Prievidza, wo ihm auch ein Sieg über den starken Türken Reşit Karabacak gelang.
Im Jahre 1981 erreichte er bei der Europameisterschaft in Łódź mit dem 3. Platz den ersten Medaillengewinn bei einer internationalen Meisterschaft. Ein Erfolg, den er im folgenden Jahr in Warna wiederholen konnte. 1981 erreichte er auch mit einem 5. Platz die beste Platzierung bei einer Weltmeisterschaft. In Skopje siegte er dabei u. a. über den japanischen Spitzenringer Akira Ōta und den erfahrenen Ungarn István Kovács, der Ende der 1970er Jahre einer der härtesten Gegner von Adolf Seger war.
Mit einem 4. Platz bei der Europameisterschaft in Jönköping schloss Peter Syring seine internationale Laufbahn ab. Bei dieser Meisterschaft waren besonders seine Siege über Josef Lohyna aus der Tschechoslowakei und Lukman Dschabrailow aus der Sowjetunion beachtenswert. Im Kampf um die Medaillen verlor er aber gegen den bundesdeutschen Meister Reiner Trik.
Peter Syring beendete 1985 seine internationale Laufbahn als Ringer, war aber auf nationaler Ebene noch einige Jahre auf der Ringermatte zu sehen und startete nach der politischen Wende in der DDR nach 1990 auch noch für den KSV Aalen.

## Internationale Erfolge
(WM = Weltmeisterschaft, EM = Europameisterschaft, F = freier Stil, We = Weltergewicht, Mi = Mittelgewicht, damals bis 74 kg bzw. 82 kg Körpergewicht)
- 1976, 2. Platz, Junioren-EM in Poznań, F, We, hinter Giorgi Makassarischwili, UdSSR und vor Alexandar Nanew, Bulgarien;
- 1977, 5. Platz, EM in Bursa, F, We, mit Siegen über Olgut Reyfet, Zypern und Janos Kocsis, Ungarn und Niederlagen gegen Peter Marta, UdSSR und Emilian Christian, Rumänien;
- 1979, 2. Platz, Großer Preis der Bundesrepublik Deutschland in Freiburg im Breisgau, F, Mi, hinter Iwan Danko, UdSSR und vor Jan Mazur, Polen, Willibald Liebgott und Adolf Seger, Bde. BRD;
- 1979, 2. Platz, „Werner-Seelenbinder“-Turnier in Leipzig, F, Mi, hinter István Kovács, Ungarn und vor Günter Rieger, Volker Dürer, Armin Weier und Hans-Peter Franz, alle DDR;
- 1979, 7. Platz, EM in Bukarest, F, Mi, nach Niederlagen gegen Efraim Kamberow, Bulgarien und Oleg Alexejew, UdSSR;
- 1980, 5. Platz, EM in Prievidza, F, Mi, mit Siegen über Pawel Sabo, CSSR, Reşit Karabacak, Türkei und einer Niederlage gegen Vasile Tigana, Rumänien, danach Aufgabe wegen Verletzung;
- 1981, 1. Platz, Turnier in Bratislava, F,  Mi, vor Armin Weier und Leszek Ciota, Polen;
- 1981, 3. Platz, EM in Łódź, F, Mi. mit Siegen über Michel Mege, Frankreich, Alfred Sutter, BRD und Leszek Ciota und einer Niederlage gegen Efraim Kamberow
- 1981, 5. Platz, WM in Skopje, F, Mi, mit Siegen über Jimmy Martinetti, Schweiz, Akira Ōta, Japan und Istvan Kovacs, und Niederlagen gegen Efraim Kamberow und Dsewegiin Düwtschin, Mongolei;
- 1982, 3. Platz, EM in Warna, F, Mi, hinter Efraim Kamberow und Wladimer Modossiani, UdSSR und vor Leszek Ciota, Ricardo Nicolini, Italien und Marin Stancio, Rumänien;
- 1982, 11. Platz, WM in Edmonton, F, Mi, Sieger: Taimuras Dsgojew, UdSSR vor Efraim Kamberow und David Schultz, USA;
- 1983, 3. Platz, Großer Preis der BRD in Aschaffenburg, F, Mi, hinter Taimuras Dsgojew und Bodo Lukowski, BRD;
- 1983, 2. Platz, „Werner-Seelenbinder“-Turnier in Leipzig, F, Mi, hinter Hans-Peter Franz und vor Duane Goldman, USA;
- 1984, 2. Platz, Großer Preis der BRD in Freiburg im Breisgau, F, Mi, hinter Chris Rinke, Kanada und vor A. Suchanow, UdSSR, Dieter Otto und Wolfgang Otto, bde. BRD;
- 1984, 4. Platz, EM in Jönköping, F, M i, mit Siegen über Josef Lohyna, CSSR, Stefan Kurpas, England, Gabor Toth, Ungarn und Lukman Dschabrailow, UdSSR und einer Niederlage gegen Reiner Trik, BRD

## DDR-Meisterschaften
- 1976, 2. Platz, F, We, hinter Reinhold Steingräber, ASK Vorwärts Frankfurt und vor Leuschner, SG Dynamo Luckenwalde,
- 1979, 1. Platz, F, Mi, vor Armin Weier, SG Dynamo Luckenwalde und Michalke, SC Leipzig,
- 1980, 1. Platz, F, Mi, vor Hans-Peter Franz, SG Dynamo Luckenwalde und Günter Rieger, SC Chemie Halle,
- 1981, 1. Platz, F, Mi, vor Hans-Peter Franz und Kugel, SC Motor Jena,
- 1982, 3. Platz, F, Mi, hinter Kugel und Günter Rieger,
- 1983, 3. Platz, F, Mi, hinter Hans-Peter Franz und Armin Weier,
- 1984, 1. Platz, F, Mi, vor Hans-Peter Franz und Günter Rieger